# Нуруллаев, Рази Гуламали оглы
Рази Гуламали оглы́ Нуруллаев (азерб. Razi Qulaməli oğlu Nurullayev; 1 апреля 1971, Имишлинский район, Азербайджанская ССР) — политический деятель, депутат Милли Меджлиса Азербайджанской Республики VI и VII созывов (с 2020 года).
Учредитель Международного Аналитического Центра «Регион» (с 2012 года).
Председатель Партии Национального Фронта (с 2020 года).

## Биография
Родился 1 апреля 1971 года в селе Халфали Имишлинского района Азербайджана.
1978—1988 окончил Халфалинскую сельскую школу Имишлинского района.
1992—1997 окончил педагогический факультет Азербайджанского университета языков по специальности: «английский язык», «французский язык».
2000—2005 окончил Южно-Российский Гуманитарный институт, юридический факультет.
С января 1994 года по ноябрь 1995 года — корреспондент газеты «ÇAĞ». В газете писал статьи, связанные с политикой, культурой и по вопросом развития, делал переводы таких газет как Daily Mail, The Times, The Guardian.
С мая 1995 года по ноябрь 1995 года работал в отделе по работе с VIP-гостями в отеле "Hyatt Regency" в городе Баку.
В 1995—1997 годах работал переводчиком и осуществлял контроль амбара и торговли в "McDermott Marine Construction". J.Ray McDermott, Баку, Азербайджан.
Работал помощником главного инженера на нефтяной платформе “Çıraq 1” Азери — Чираг — Гюнешли и переводчиком судового капитана.
С января 1998 года по май 1998 года — переводчик судовых и проектных документов с азербайджанского, английского, русского языков в компании "BUE Caspian Ltd", находящейся в городе Астрахань. Проводил переговоры между Азербайджанским Каспийским Морским Пароходством, банками и таможенными администрациями.
С 1998 по 2001 год — помощник менеджера и переводчик в "Baku Steel Company". В обязанности входил контроль связи между субарендаторами и руководством, подготовление меморандумов и их каталогизация, перевод на английский язык технических, юридических и иных документов, участие в качестве переводчика на официальных встречах и презентациях.
С мая 2001 года по октябрь 2003 года — местный консультант британской компании International Alert. В должностные обязанности входило:
- Оценка влияния конфликтов на БТД в пределах Азербайджана
- Координатором деятельности иных НПО и "International Alert".
- Сопровождение представителей "International Alert" во время поездок в регионы в качестве переводчика

С июня 2001 года по января 2002 года — исполнительный директор Международного Каспийского Исследовательского Центра, находящегося в Брюсселе.
С 2001 года по 2003 год читал лекции по грамматике английского языка в Азербайджанском Университете Языков.
С февраля 2002 года научный сотрудник Института Международных Отношений НАНА, с 2003 года до 2006 года в отделе «Международные отношения и международное право» Института философии и политико-юридического Института НАНА.
Свободно владеет азербайджанским, русским, английским, французским, турецким и немецким языками.

## Общественная деятельность
С сентября 1999 года по 2011 год — сопредседатель созданного 10 сентября 1999 года Общества Демократических Реформ. Общество ставило задачей повышение политических знаний и навыков, прозрачность в сферах нефти и газа.
С 1999 года по текущее время участвовал в проведении и организовывал десятки крупных и малых мероприятий. С 2003 года совместно с либеральными и трудовыми партиями Голландии осуществил десятки программ по повышению политических знаний и навыков. Осуществлял разработку проектов, учебных материалов, проводил оценку, мониторинг и подготовку международных и местных семинаров.
С 2007 года по 2012 года — координатор Коалиции поддержки гражданского общества.
С сентября 2009 года по февраль 2015 года — заместитель главы Партии «Народный Фронт Азербайджана» (ПНФА) по внешней политике.
19 августа 2015 года недовольные Али Керимли члены партии во главе с Рази Нуруллаевым создали оргкомитет съезда доверия ПНФА. После повторного избирания Али Керимли председателем ПНФА 27 сентября 2015 года оргкомитет съезда доверия ПНФА не признал эти выборы. 17 октября 2015 года комитет провел съезд и выбрал Рази Нуруллаева председателем ПНФА.

### Участие в выборах
В 2005 году был кандидатом на парламентских выборах от 8-го Бинагадинского избирательного округа. Провёл удачную избирательную кампанию при помощи нидерландских специалистов.
В 2009 году был кандидатом на членство в муниципальных выборах от 8-го Бинагадинского района (первый избирательный округ).
В 2010 году был единым кандидатом блока НФА-Мусават на парламентских выборах от 23-го Насими-Сабаильского избирательного округа.
Участвовал в Президентских выборах 2018 года в Азербайджане. Занял 8 место.
Депутат Милли Меджлиса Азербайджанской Республики VI созыва.
Руководитель межпарламентской рабочей группы по отношениям с Финляндией. Член Комиссии Милли Меджлиса по правам человека. Член парламентского комитета по сотрудничеству с ЕС. Член представительства Парламента Азербайджана в Евронест.
В 2024 году на парламентских выборах в Азербайджане, которые состоялись 1 сентября, одержал победу в Имишлинском избирательном округе №81. Официально избран депутатом Милли Меджлиса Азербайджана седьмого созыва, первое заседание которого состоялось 23 сентября 2024 года.

## Пройденные курсы
1. Курс подготовки региональных инструкторов по Центральной и Восточной Европе (СНГ) 20—24 Марта 2006 года, Тбилиси, Грузия Организатор: Equitas, Международный центр образования в области прав человека, бывший Канадский фонд по правам человека
2. Курс подготовки инструкторов по созданию отношений между гражданами и правительством 4—10 сентября 2005 года, Баку, Азербайджан. Организаторы: Общество демократических реформ, Московский общественный научный фонд и Инициативная организация по управлению местного правительства и государства
3. Курс по созданию мира на Южном Кавказе 22—29 январь 2005, Тбилиси, Грузия Организатор: Общество демократических реформ, Институт мира США, Международный научно-исследовательский центр конфликтов Великобритании
4. Курс подготовки инструкторов по Кавказскому региону по созданию взаимных отношений между гражданами и местным правительством путем устранения разногласий10—14 апреля 2004 года, Баку, Азербайджан. Организаторы: Общество демократических реформ, Московский общественный научный фонд и Инициативная организация по управлению местного правительства и государства.
5. Международный курс по программе прав человека, 12.06. — 02.07. 2004 John Abbott College, Монреаль, Канада Организатор: Канадский фонд прав человека
6. Обучение по правам человека 16—19 мая 2002 Страсбург, Совет Европы
7. Правовое обучение по представительству и участию 23—28 июля 2000 года Тбилиси, Грузия
8. Трансформация гражданских конфликтов 5—30 марта 2001 года Амстердамский университет
9. Устойчивый мир в государствах региона Черноморского бассейна 13—18 марта 2002 года Стамбул, Турция Организаторы: Институт мира США, Греческий фонд создания европейской политики, Университет Сабанджи.
10. Предотвращение конфликтов и решение проблем, 19—22 июля 2002 года Radisson SAS Plaza Hotel, Баку, Азербайджан.  Организаторы: Общество демократических реформ, Институт мира США
11. Курс подготовки инструкторов по созданию взаимных отношений между гражданами и местным правительством путем устранения разногласий 5—11 октября 2004 года Румыния Организатор: Partners Romania
12. Курс подготовки инструкторов по правам и обязанностям призывников 2—5 мая 2003 Организаторы: Общество демократических реформ, Европейский молодёжный фонд.
Принимал участие в иных местных и международных курсах и семинарах.

## Источник
- Razi Nurullayev (азерб.). blog.razinurullayev.com. Дата обращения: 30 июля 2017. Архивировано 30 июля 2017 года.
- Razi Nurullayev (англ.). axcp.biz. Дата обращения: 30 июля 2017. Архивировано 30 июля 2017 года.